# Strabone
Strabone (in greco antico: Στράβων?, Strábōn; in latino Strabo; Amasea, ante 60 a.C. – Amasea ?, tra il 21 e il 24 d.C.) è stato un geografo, storico e filosofo greco antico.

## Biografia
Della sua vita sappiamo poco: tutti i riferimenti biografici sono desunti dalla sua opera principale, la Geografia, in cui l'autore accenna a episodi che permettono di datare le tappe fondamentali della sua esistenza. La sua famiglia abitava ad Amasea, una città del Ponto Eusino (allora in Cappadocia, oggi in Turchia). Un tempo era stata una famiglia illustre; bisnonno materno di Strabone fu infatti uno degli ufficiali di Mitridate Evergete, Dorialo. Ai tempi della giovinezza del geografo era ormai decaduta, ma godeva ancora dell'agiatezza necessaria per permettere a Strabone di ricevere una formazione completa.
Egli stesso dichiara di aver studiato con Aristodemo di Nisa il Vecchio a Nisa, in Caria. Nel 44 a. C. si trasferì poi a Roma, dove ebbe come maestro Tirannione, grammatico peripatetico e geografo suo compatriota. Sembra che proprio quest'ultimo, esperto di geografia – e maestro dei figli di Cicerone –, lo abbia indirizzato all'approfondimento di questo tipo di studi. Sempre a Roma, egli prese parte alla scuola di un altro filosofo peripatetico, Senarco di Seleucia, e – secondo una notizia peraltro di contestata autenticità – ebbe modo di conoscere e frequentare lo stoico Posidonio di Apamea.
L'influenza di Posidonio fu in ogni caso indiscutibile, anche se alcuni studi del secondo Novecento hanno contestato una pedissequa dipendenza dalle sue teorie, riconoscendo al pensiero di Strabone una certa originalità. L'autore della Geografia fu amico di un discepolo di Posidonio, Atenodoro di Tarso. Strabone soggiornò nuovamente a Roma nel 35, nel 31 e attorno al 29 a.C. Nel 25 a.C. o 24 a.C. viaggiò in Egitto, risalendo il Nilo con il prefetto Elio Gallo. Visse poi alcuni anni ad Alessandria, per compiere in seguito ancora un soggiorno – forse l'ultimo – a Roma, dove si trovava nel 7 a. C., come attesta il suo riferimento al portico di Livia, dedicato in quell'anno.
Tornò quindi ad Amasea, dove cominciò a redigere una Storia universale in 47 libri (nessuno dei quali è pervenuto fino a noi). Passò poi alla compilazione di una Geografia in 17 libri, pensata come complementare dell'opera storica, che ci è pervenuta per intero, salvo alcune parti mancanti del libro VII. Il suo obiettivo era mettere a disposizione di un pubblico il più ampio possibile un libro piacevole, istruttivo e appassionante. Poco o nulla si conosce degli ultimi anni, ma l'allusione alla morte di Giuba II, avvenuta nel 23 d.C., dimostra che in quella data viveva ancora, mentre la morte potrebbe averlo colto l'anno seguente nella città natale.

## Pensiero

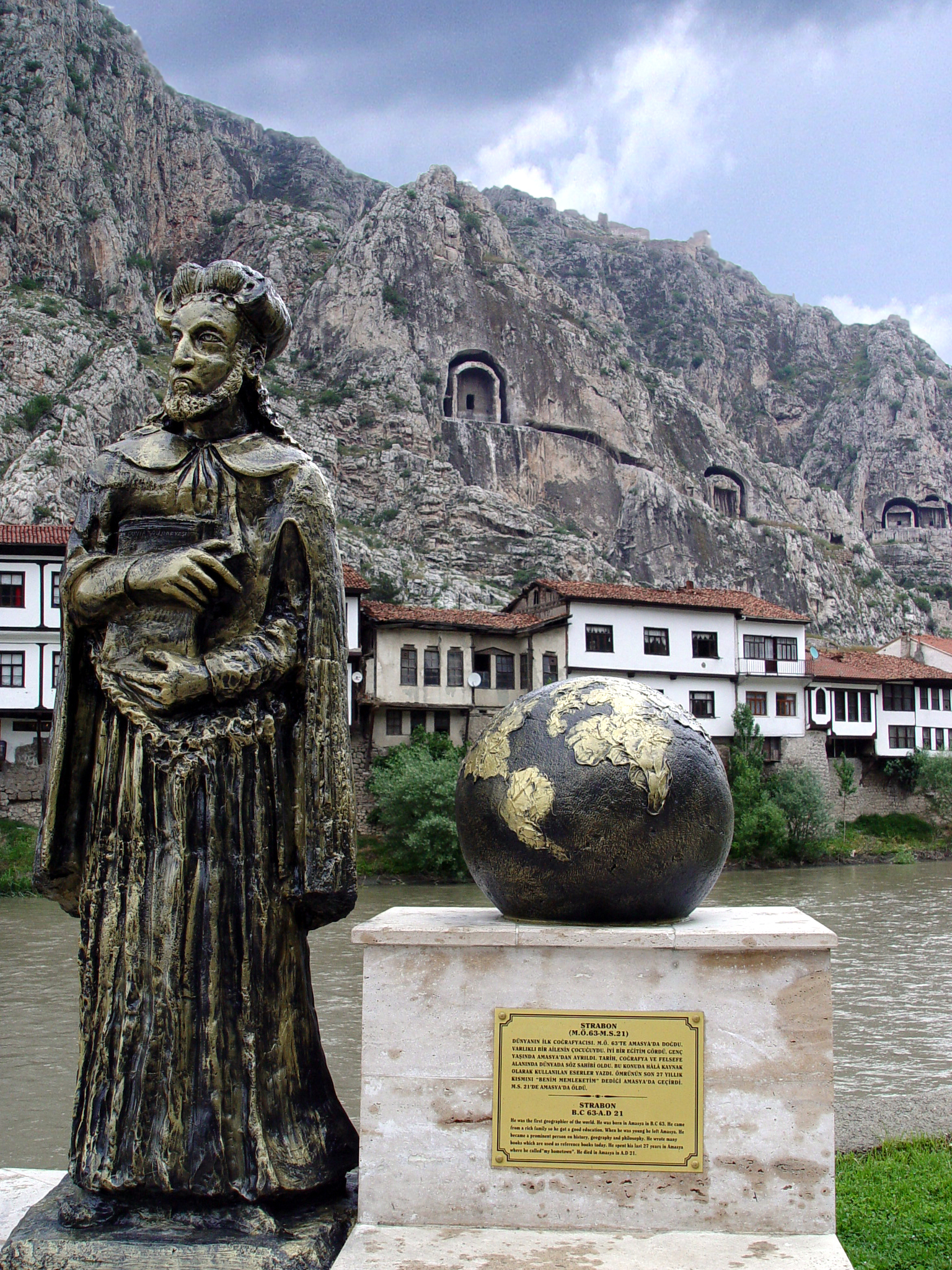
Statua di Strabone nella sua città natale (attualmente in Turchia)

La formazione di Strabone fu ampia e varia, e lo mise in contatto sia con la dottrina stoica che con quella peripatetica. Il geografo si definì seguace della prima, il che è avallato dalla definizione di «filosofo stoico», attribuitagli da Stefano Bizantino in epoca altomedioevale. Anche la critica lo vide prevalentemente come un discepolo della Stoà, finché attorno alla metà del XX secolo lo studioso tedesco Wolf Aly mise in luce le influenze che su di lui ebbe l'aristotelismo (mediato dalla cultura romana). Studi successivi hanno poi assegnato al geografo di Amasea «una posizione di originalità, almeno su certi aspetti, nell'ambito della dottrina stoica».
In linea con i dettami del pensiero stoico e con l'inscindibilità, propria del mondo romano, tra otium e negotium, Strabone riteneva che il sapere dovesse essere posto al servizio della società e rivestire un ruolo concreto. La sua Geografia, quindi, vuole essere utile al mondo romano e ai suoi governanti. Nell'opera, Strabone dispensa sinceri elogi ad Augusto, al mondo romano e ai suoi governanti, anche se l'autore rimane fondamentalmente un uomo di formazione greca, al pari di Polibio e Posidonio.

## Opere

### LaGeografia
La Geografia (Γεωγραφικά) in 17 libri inizia con un'introduzione, nei libri I e II, in cui Strabone vuole dimostrare che Eratostene ha avuto torto a invalidare l'opera di Omero dal punto di vista geografico. I libri dal III al X descrivono l'Europa, e più in particolare la Grecia antica (libri VIII-X), mentre i libri dall'XI al XVI descrivono l'Asia Minore e il libro XVII si occupa dell'Africa (Egitto e Libia).
Se la sua opera, che è il trattato geografico più ampio dell'antichità, riprende talvolta testi di diversi secoli più antichi del suo, tuttavia la sua conoscenza del diritto romano applicato nelle varie città ne fa una fonte essenziale per la conoscenza dell'inizio della romanizzazione in Gallia e nella Penisola iberica, che mostra, soprattutto nei libri III e IV, come a seguito dell'acculturazione graduale delle popolazioni, si stesse sviluppando in queste regioni una nuova, specifica cultura. A differenza della geografia tolemaica, improntata su uno studio ed una analisi più rigidamente matematiche, la Geografia di Strabone presenta un impianto più storico-antropologico risultando il più importante autore di questo filone.
In età imperiale l'opera di Strabone resta abbastanza nell'ombra, nonostante le intenzioni divulgative dell'autore; è solo a partire dal VI secolo che Strabone diventa l'archetipo del geografo. Gli storici classici come Wilamowitz hanno riconosciuto l'interesse della sua opera e il suo talento letterario, grazie al quale egli riusciva a descrivere un luogo dove non era stato, meglio di Pausania, che c'era stato davvero.

### LaStoria universale
L'autore però si era cimentato in gioventù in una fatica ancor più ardua: i Commentari storici (Ἱστορικὰ ὑπομνήματα), ovvero l'elaborazione di una Storia universale. Dei 47 libri originari ci rimangono oggi solamente 19 frammenti, la maggior parte dei quali conservati nelle Antichità giudaiche di Flavio Giuseppe. Intento di Strabone era quello di ricollegarsi al punto nel quale si interrompeva la narrazione di Polibio (146 a.C.) e condurre il racconto almeno fino alla data epocale del 27 a.C., l'anno in cui ha inizio il Principato augusteo.